# МЦ12
МЦ-12 — советская малокалиберная однозарядная произвольная винтовка.

## История
Создана конструкторами В. А. Казанским, Т. И. Латышевым, К. И. Шехватовым, М. И. Скворцовым, Д. И. Щербаковым, В. Л. Чернопятовым, С. С. Ферапонтовым под общим руководством И. И. Михалева, производилась ЦКИБ СОО. Является спортивным оружием высшего класса, обладает высокой кучностью боя и стабильностью параметров.

## Конструкция
Относится к тяжёлым образцам целевого оружия, предназначена для достижения наивысших результатов в спортивной стрельбе по неподвижным мишеням.
Имеет массивный, изготовленный с высокой точностью ствол с шестью нарезами. На дульном срезе имеется выточка для предохранения нарезов от случайных повреждений. Затворная задержка располагается с правой стороны ствольной коробки. Затвор продольно-скользящий с поворотной рукояткой. Заряжание производится по одному патрону. Спусковой механизм шнеллерного типа. Усилие спуска и длина его хода допускают регулировку.

## Варианты и модификации
- МЦ-112

## Страны-эксплуатанты
- СССР

- некоторое количество винтовок использовалось МВД СССР для обучения и тренировок снайперов спецподразделений МВД СССР; кроме того, они использовались при проведении операций по задержанию вооружённых и опасных преступников в населённых пунктах (в случаях, если дистанция стрельбы не превышала 100 метров)
- винтовка использовалась спортсменами сборной СССР

- Великобритания - целевые винтовки МЦ12 экспортировались из СССР в Великобританию и использовались стрелками-спортсменами[3].
- Украина — некоторое количество имелось в учебных центрах МЧС[4] и на хранении на складах министерства обороны по меньшей мере до 2012 года (29 февраля 2012 года было принято решение о утилизации 122 винтовок МЦ-12)[5]